# Distribució logística

Funció de distribució de probabilitat d'una distribució logística.

En teoria i estadística de probabilitats, la distribució logística és una distribució de probabilitat contínua. La seva funció de distribució acumulada és la funció logística, que apareix en la regressió logística i les xarxes neuronals de feedforward. S'assembla a la distribució normal en forma, però té cues més pesades (curtosi més alta). La distribució logística és un cas especial de la distribució lambda de Tukey.

La funció de distribució acumulada d'una distribució logística.

Quan el paràmetre d'ubicació μ és 0 i el paràmetre d'escala s és 1, aleshores la funció de densitat de probabilitat de la distribució logística ve donada per
{\displaystyle {\begin{aligned}f(x;0,1)&={\frac {e^{-x}}{(1+e^{-x})^{2}}}\\[4pt]&={\frac {1}{(e^{x/2}+e^{-x/2})^{2}}}\\[5pt]&={\frac {1}{4}}\operatorname {sech} ^{2}\left({\frac {x}{2}}\right).\end{aligned}}}

Així, en general, la densitat és:
{\displaystyle {\begin{aligned}f(x;\mu ,s)&={\frac {e^{-(x-\mu )/s}}{s\left(1+e^{-(x-\mu )/s}\right)^{2}}}\\[4pt]&={\frac {1}{s\left(e^{(x-\mu )/(2s)}+e^{-(x-\mu )/(2s)}\right)^{2}}}\\[4pt]&={\frac {1}{4s}}\operatorname {sech} ^{2}\left({\frac {x-\mu }{2s}}\right).\end{aligned}}}
Com que aquesta funció es pot expressar en termes del quadrat de la funció secant hiperbòlica "sech", de vegades s'anomena distribució sech-square(d). (Vegeu també: distribució secant hiperbòlica).
La distribució logística rep el seu nom de la seva funció de distribució acumulada, que és una instància de la família de funcions logístiques. La funció de distribució acumulada de la distribució logística també és una versió escalada de la tangent hiperbòlica.
{\displaystyle F(x;\mu ,s)={\frac {1}{1+e^{-(x-\mu )/s}}}={\frac {1}{2}}+{\frac {1}{2}}\operatorname {tanh} \left({\frac {x-\mu }{2s}}\right).}
En aquesta equació μ és la mitjana, i s és un paràmetre d'escala proporcional a la desviació estàndard.